# 三杯

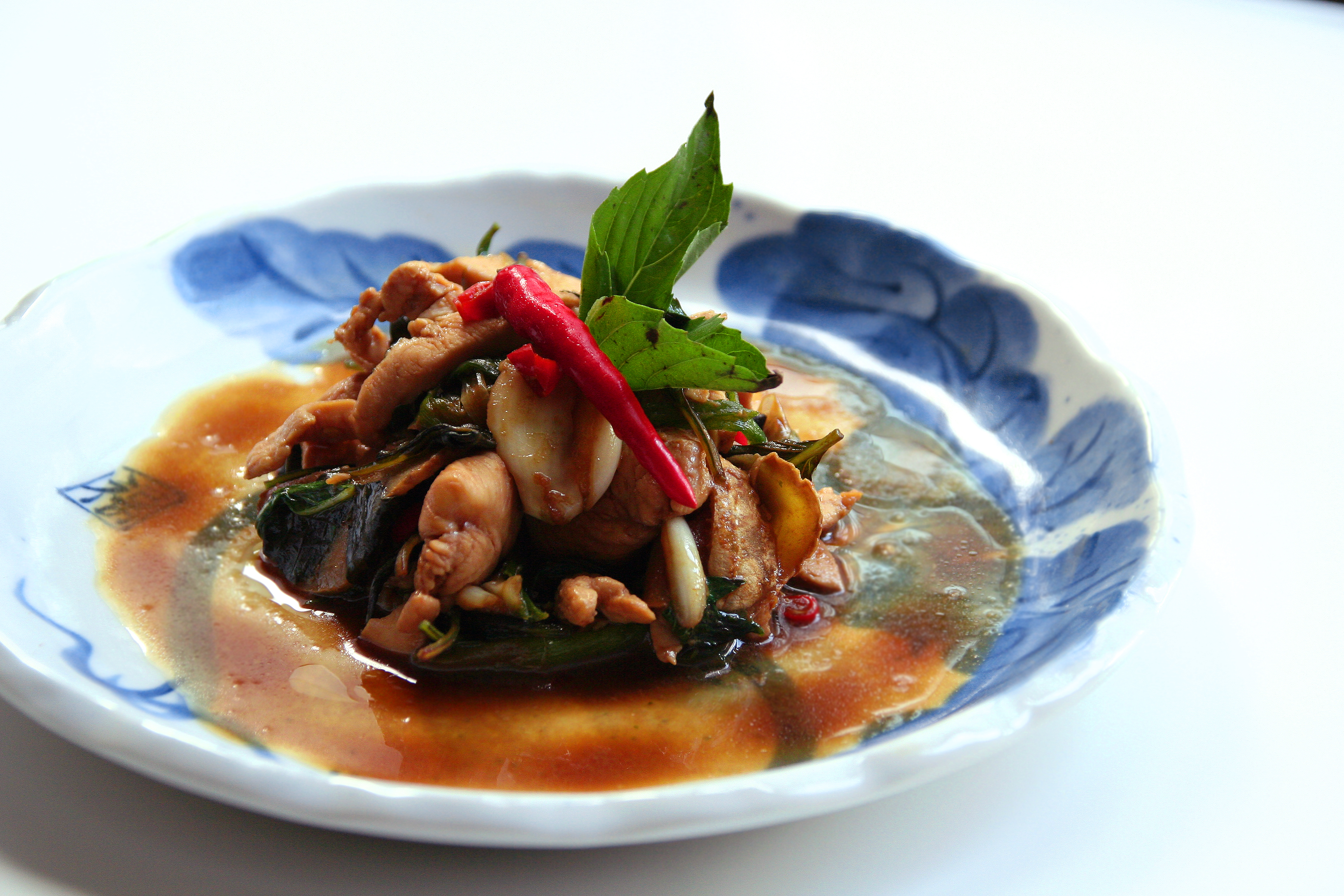
三杯鸡

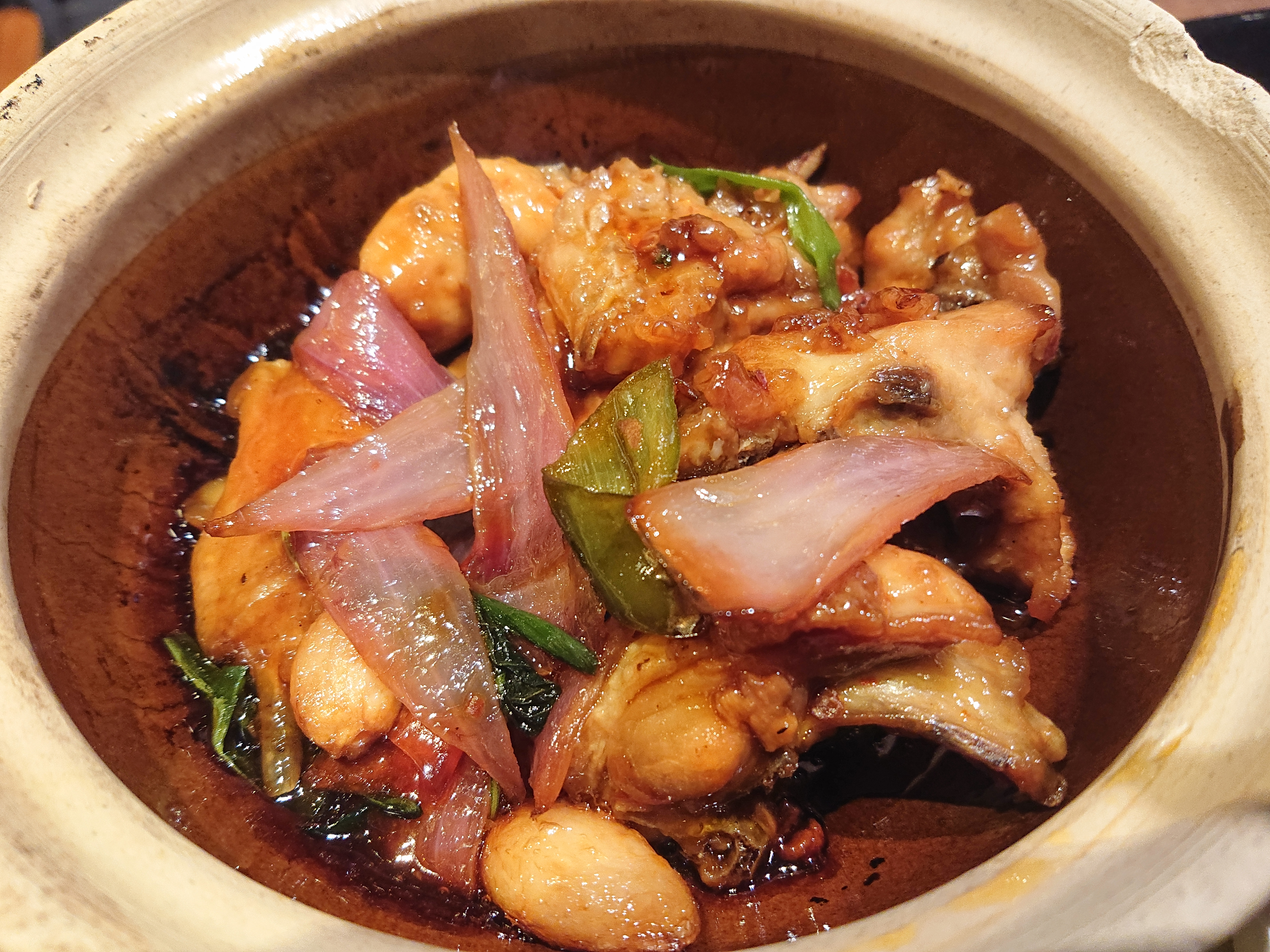
三杯雞煲

三杯為一種料理形式，流行在江西與台湾。最早可能是應用在雞肉上，即「三杯雞」，之後應用到其他食材上，如三杯中卷、透抽、田雞、鱉、豆腐與杏鮑菇等等。

## 三杯雞作法
台灣與江西皆有名為三杯雞的料理，但作法不盡相同。
台式三杯雞的三杯是醬油、米酒、黑芝麻油（或香油）。台式三杯雞做法有點近似麻油雞，必須用黑麻油先煸炒老薑，之後再拌炒雞肉，不過不太一樣的是麻油雞強調的是薑或米酒的氣味，三杯雞則是要突顯出醬油的醬香。途中可加入砂糖或冰糖增色與提味，蒜頭也是重要味道，還有一味不可少的是九層塔，會在上桌前幾分拌入提升香氣。
江西三杯雞的三杯是醬油、甜酒釀與豬油。與台式三杯雞相比，還有一個最大的不同，就是不會加入九層塔。

## 三杯雞由來
三杯雞由來有以下說法：
其一來自江西，一說為相傳南宋末期，文天祥抗元被俘。一位江西的老婆婆得知文天祥即將被殺，就帶了一隻雞和一壺酒來獄中探望他。 在一位獄卒老鄉的幫助下，老婆婆見到了文天祥。 她把帶的雞收拾好切成塊，在瓦缽中倒上三杯米酒，用小火煨製給文天祥吃，因為用了三杯米酒，故稱三杯雞。此江西作法與流行于台灣的台式三杯雞完全不同，單就料理架構而言比較類似台灣的燒酒雞。
其二的另一種流傳版本是，南宋時一江西籍獄卒因獄中條件所限，只使用了甜酒釀、豬油、醬油各一杯燉製雞塊給當時在獄中的文天祥食用，故稱三杯雞。據傳蒋介石与宋美龄夫人在庐山居住时，最喜欢庐山三杯鸡，并用它宴请宾客。國民政府遷台時，江西人将菜谱帶到台灣。若干年后台湾人另加红葱头和九层塔等进行在地化改良成为台式三杯鸡。但有人考察江西地方志、明清與民國食譜，並無記載「三杯雞」名稱，僅有與台式三杯雞類似的烹飪方式（醬油、酒與油等），且戰後台灣幾乎沒有贛菜餐館。江西三杯鸡在中国大陆目前可见较早的记载是1958年江西人民出版社出版的江西菜谱。
其三來自傳統臺灣鄉間（台式三杯雞），一說為「節儉說」，早年肉類取得不易，會以薑片、蒜頭、醬油、麻油與酒等烹飪食用延長雞肉食用期限，而後1960年代養雞產業興起，1970年代土雞城的現身可能將三杯的手法推廣至全台。
其四說為台湾「麻油雞改良說」，台湾人將麻油雞改為乾式，降低酒精成分供產後婦女食用，慢慢演變而來。黑麻油少見於外省料理，多產自台灣中南部，因此多位台灣廚師皆認定台式三杯雞起源於台灣
。
另外，台式三杯雞廣泛添加九層塔可見於1980年代之後。